# 海運戲院

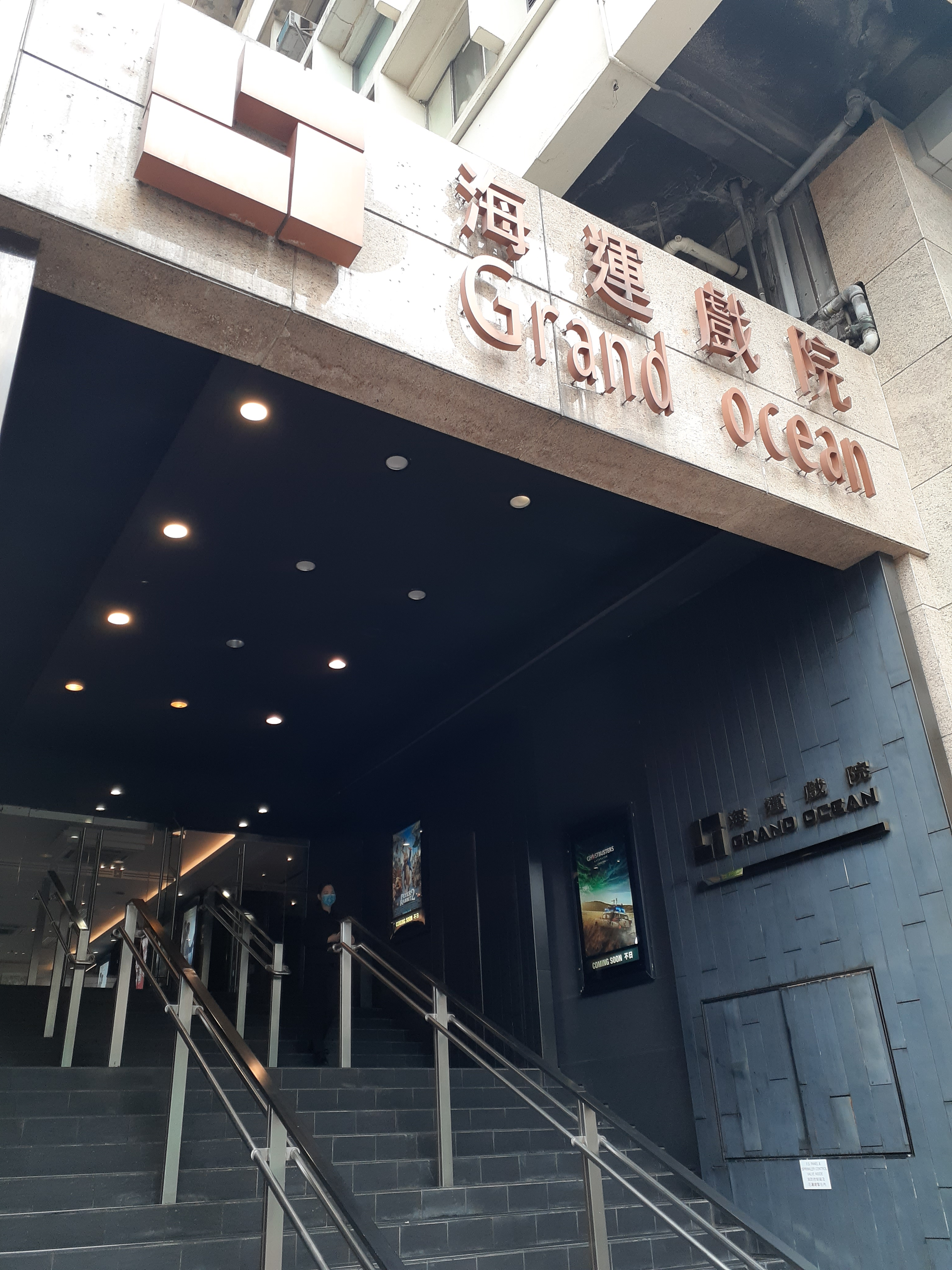
海運戲院廣東道入口

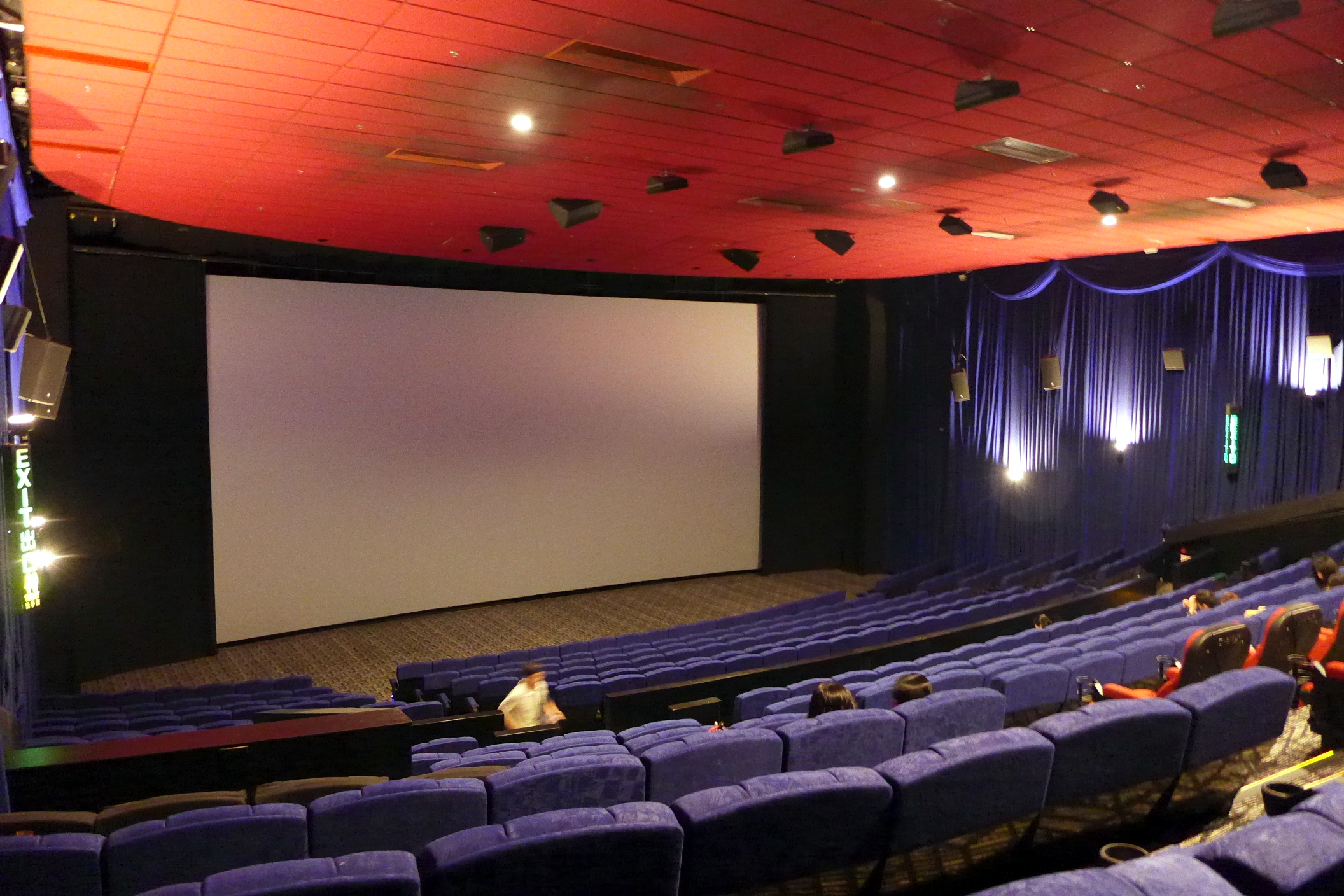
海運戲院的巨型映院

海運戲院（英語：Grand Ocean Cinema）是一間位於香港九龍尖沙咀的超大型戲院，1969年開業，2025年6月2日結業。海運戲院曾屬嘉禾院線旗下的旗艦影院。

## 歷史
1960年代初，怡和集團將九龍倉碼頭的碼頭貨倉地段分階段重建為商業和航運設施，其中46-50號貨倉地段改建為香港酒店，海運戲院座落於酒店基座。
海運戲院於1969年2月14日開幕，首映電影為西片《火海群英》。其超大型映院早期分堂座和樓座兩層，有逾1,700個座位。海運戲院曾為多部電影的首映禮場地，以播映西片為主。
1993年，戲院改由嘉禾院線營運，並停業一年進行改建，重開後戲院規模大減，包括將進場通道與戲院大堂則遷至後巷位置，而部份範圍，包括原有的進場通道與戲院大堂改為餐廳，現時該位置則為馬可孛羅香港酒店與連卡佛的一部分。
戲院於2013年9月11日起暫停營業進行大型翻新工程，至同年11月14日重開，工程包括裝修進場通道、售票大堂、小食部及洗手間。影廳設備提升至Christie 4K雙投映機、19.5米闊巨型銀幕及杜比全景聲音響系統，座椅更換成特寬藍色毛絨座椅，並加闊座位行距，突出以「Grand Ocean」作為戲院名稱的形象，同時亦加設D-BOX動感座椅。影廳座位數目於翻新後大幅減低至460個座位，儘管座位數目減少，但仍然為區內最多座位的單一影廳，以及區內唯一同時擁有4K放映設備及杜比全景聲的超大型影廳。
開業逾半世紀的海運戲院於2025年6月2日因租約期滿結業。戲院在最後一天營業日推出「經典盲盒場」向影迷致謝，最後一場放映的電影是1971年於戲院舉行首映的《唐山大兄》。

## 參看
- 香港已結業戲院列表
- 海運大廈
- 海港城